# باسادينا (كاليفورنيا)
باسادينا، كاليفورنيا هي مدينة أمريكية بها عدد كبير من منازل المؤسسات العلمية والثقافية، بما فيها معهد كاليفورنيا للتكنولوجيا (جامعة كاليفورنيا التكنولوجية) ، ومختبر الدفع النفاث (الرائدة في علم الإنسان الآلي وتصميم المركبات الفضائية ) ، ومركز الفنون في كلية التصميم، و مسرح باسادينا، بكاليفورنيا ومدرسة فنون الطهي باسادينا ونورتون سيمون متحف الفنون ومن أشهر معالم المدينة هو ملعب روس بول العريق.

## المناخ
يظهر الجدول التالي التغييرات المناخية على مدار السنة لباسادينا:
| البيانات المناخية لـباسادينا       | البيانات المناخية لـباسادينا | البيانات المناخية لـباسادينا | البيانات المناخية لـباسادينا | البيانات المناخية لـباسادينا | البيانات المناخية لـباسادينا | البيانات المناخية لـباسادينا | البيانات المناخية لـباسادينا | البيانات المناخية لـباسادينا | البيانات المناخية لـباسادينا | البيانات المناخية لـباسادينا | البيانات المناخية لـباسادينا | البيانات المناخية لـباسادينا | البيانات المناخية لـباسادينا |
| الشهر                              | يناير                        | فبراير                       | مارس                         | أبريل                        | مايو                         | يونيو                        | يوليو                        | أغسطس                        | سبتمبر                       | أكتوبر                       | نوفمبر                       | ديسمبر                       | المعدل السنوي                |
| ---------------------------------- | ---------------------------- | ---------------------------- | ---------------------------- | ---------------------------- | ---------------------------- | ---------------------------- | ---------------------------- | ---------------------------- | ---------------------------- | ---------------------------- | ---------------------------- | ---------------------------- | ---------------------------- |
| الدرجة القصوى °ف (°م)              | 93 (34)                      | 92 (33)                      | 98 (37)                      | 105 (41)                     | 104 (40)                     | 113 (45)                     | 113 (45)                     | 107 (42)                     | 111 (44)                     | 108 (42)                     | 101 (38)                     | 93 (34)                      | 113 (45)                     |
| الحد الأقصى المتوسط °ف (°م)        | 82.0 (27.8)                  | 83.8 (28.8)                  | 87.3 (30.7)                  | 92.9 (33.8)                  | 93.2 (34.0)                  | 96.4 (35.8)                  | 99.4 (37.4)                  | 101.0 (38.3)                 | 103.1 (39.5)                 | 98.0 (36.7)                  | 89.5 (31.9)                  | 80.5 (26.9)                  | 105.6 (40.9)                 |
| متوسط درجة الحرارة الكبرى °ف (°م)  | 68.1 (20.1)                  | 69.6 (20.9)                  | 72.4 (22.4)                  | 76.0 (24.4)                  | 79.1 (26.2)                  | 83.6 (28.7)                  | 89.4 (31.9)                  | 91.1 (32.8)                  | 89.2 (31.8)                  | 82.2 (27.9)                  | 73.9 (23.3)                  | 67.1 (19.5)                  | 78.5 (25.8)                  |
| المتوسط اليومي °ف (°م)             | 57.8 (14.3)                  | 59.1 (15.1)                  | 61.4 (16.3)                  | 64.5 (18.1)                  | 67.8 (19.9)                  | 72.0 (22.2)                  | 76.8 (24.9)                  | 78.0 (25.6)                  | 76.3 (24.6)                  | 70.1 (21.2)                  | 62.7 (17.1)                  | 57.0 (13.9)                  | 67.0 (19.4)                  |
| متوسط درجة الحرارة الصغرى °ف (°م)  | 47.6 (8.7)                   | 48.6 (9.2)                   | 50.3 (10.2)                  | 52.9 (11.6)                  | 56.6 (13.7)                  | 60.3 (15.7)                  | 64.2 (17.9)                  | 64.9 (18.3)                  | 63.4 (17.4)                  | 58.0 (14.4)                  | 51.4 (10.8)                  | 46.9 (8.3)                   | 55.4 (13.0)                  |
| الحد الأدنى المتوسط °ف (°م)        | 37.9 (3.3)                   | 38.6 (3.7)                   | 40.4 (4.7)                   | 43.6 (6.4)                   | 48.7 (9.3)                   | 52.4 (11.3)                  | 57.1 (13.9)                  | 58.0 (14.4)                  | 55.3 (12.9)                  | 49.9 (9.9)                   | 42.6 (5.9)                   | 37.2 (2.9)                   | 35.0 (1.7)                   |
| أدنى درجة حرارة °ف (°م)            | 21 (−6)                      | 26 (−3)                      | 29 (−2)                      | 31 (−1)                      | 32 (0)                       | 41 (5)                       | 45 (7)                       | 43 (6)                       | 41 (5)                       | 36 (2)                       | 26 (−3)                      | 25 (−4)                      | 21 (−6)                      |
| معدل هطول الأمطار إنش (مم)         | 4.54 (115)                   | 5.12 (130)                   | 3.38 (86)                    | 1.37 (35)                    | 0.40 (10)                    | 0.22 (5.6)                   | 0.05 (1.3)                   | 0.11 (2.8)                   | 0.41 (10)                    | 1.01 (26)                    | 1.50 (38)                    | 3.13 (80)                    | 21.24 (539.7)                |
| متوسط الأيام الممطرة (≥ 0.01 inch) | 7.2                          | 7.6                          | 5.9                          | 3.3                          | 2.5                          | 1.5                          | 0.6                          | 0.5                          | 0.9                          | 2.8                          | 3.2                          | 5.7                          | 41.7                         |
| المصدر: NOAA                       |                              |                              |                              |                              |                              |                              |                              |                              |                              |                              |                              |                              |                              |

## عدد السكان
اعتبارا من تعداد عام 2000 ، كان عدد سكان المدينة 133936 واعتبارا من عام 2007 ، يقدر عدد السكان 146518 ، مما يجعلها ضمن لائحة أكبر 160 مدينة في الولايات المتحدة.
كما أنها سادس أكبر مدينة في مقاطعة لوس انجيليس .

## توأمة
لباسادينا (كاليفورنيا) اتفاقيات توأمة مع كل من:
- لودفيغسهافن (1948 - )
- طنجة
- يارفنبا
- ميشيما
- وانادزور
- شيتشنغ

## أعلام
- وليام فاولر
- توماس مورغان
- فيكتور فليمنغ
- جوليا تشايلد
- أحمد زويل
- سالي فيلد
- صوفيا بوش
- تشارلز فرانسيس ريشتر
- توماس ج سارجنت
- ألبرت ميكلسون